# CSM Săcele
Clubul Sportiv Municipal Săcele, cunoscut sub numele de CSM Săcele este un club românesc de fotbal cu sediul în Săcele, județul Brașov.
Echipa s-a retras din campionat în pauza de iarnă a sezonului 2008-2009 de Liga a III-a, din motive financiare. În 2004 și 2005 echipa fusese antrenată de Daniel Bona, până în noiembrie 2006 de Ferencz Bajko, din noiembrie 2006 de Daniel Isăilă, iar în 2007 de Cosmin Bodea.
În sezonul 2013-2014, echipa a revenit în campionat, după o absență de mai bine de 4 ani cu ajutorul unui italian stabilit în România, Andrea Adamo, și cu sprijinul fostului jucător al clubului, Bogdan Sănduleac, pornind de jos, din Liga a V-a pe 1 septembrie 2013. Echipa a ajuns apoi în liga a IV-a Brașov, și a luat din nou numele de Precizia. În sezonul 2017–2018, a câștigat și faza județeană Brașov a Cupei României.

## Istoria clubului
În anul 1950 a luat ființă echipa Uzinei Electroprecizia din Municipiul Săcele (județul Brașov), sub denumirea de Fotbal Club Precizia Săcele .
În sezonul 1950–51, nou-înființata echipă își face prima apariție în competițiile de fotbal românești, începând să joace în Liga Regională a județului Brașov (la acea vreme, Regiunea Stalin ), cunoscută și sub numele de Divizia D a Brașovului (grupare). a Ligii a IV-a Române, aparținând județului Brașov). Aceasta este liga în care singura echipă din Orașul Săcele va continua să joace în următorii 20 de ani, printre alte echipe din județul Brașov, înregistrând rezultate medii.
În sezonul 1972–73, Precizia Săcele termină pe primul loc în ligă și obține promovarea în Divizia C, Liga a III-a a României, obținând primul succes major. În sezonul 1973–74 , debutează în Liga a III-a a României, terminând pe locul cinci al clasamentului.
În sezonul 1981–82, clubul devine campion al Ligii a III-a, terminând pe primul loc al tabelului, și înregistrează al doilea succes major, prin câștigarea promovării în Divizia B, Liga a II-a a României. La debutul în Liga a II-a, în sezonul 1982–83, nu reușește să evite retrogradarea, terminând pe ultimul loc al tabelului.
Așadar, în sezonul 1983–84 revine în Liga a III-a, unde va juca până în sezonul 1991–92, când termină pe locul șapte al tabelului, dar retrogradează în Liga a IV-a, ca urmare a reducerea numărului de echipe care joacă în Liga a III-a. După trei ani, Precizia Săcele promovează în Liga a III-a, în sezonul 1994–95, după ce a terminat pe primul loc al clasamentului.
Abia un an mai târziu, în sezonul 1995–96, clubul câștigă promovarea în Liga a II-a, după ce a terminat pe primul loc al tabelului. Sezonul următor va marca al treilea succes major și cea mai bună performanță din istoria echipei, Precizia Săcele terminând pe locul doi al clasamentului în Liga a II-a, fiind foarte aproape de a câștiga promovarea în Divizia A, Liga I a României. . După cinci ani petrecuți în Liga a II-a, în sezonul 2000–01, clubul termină pe penultimul loc al clasamentului în Liga a II-a și retrogradează în Liga a III-a.
În sezonul următor, echipa este foarte aproape de a reveni în Liga a II-a, terminând pe locul doi al clasamentului în liga sa, dar va câștiga promovarea în Liga a II-a doar un an mai târziu, în sezonul 2002–03, când termină pe primul loc al tabelului în Liga a III-a.
În sezonul 1983–84, echipa realizează cea mai bună performanță în Cupa României, câștigând toate cele zece tururi preliminare, jucate împotriva altor echipe din județul Brașov și ajungând în turul finală al șaisprezecelea, unde este eliminată de Dinamo Brașov, care câștigă meciul cu scorul de 1–0. Mai târziu, echipa a fost antrenată de Ferencz Bajko .
Logo FC Săcele
În sezonul 2006–07, echipa își schimbă numele în Fotbal Club Săcele , cel mai important sponsor, Fabrica Electroprecizia, și-a retras sprijinul financiar și a cedat stadionul și terenul de joc din proprietatea autorităților locale. Drept urmare, Municipiul a devenit cel mai important suporter al echipei FC Săcele și proprietarul stadionului, terenului de joc și bazei de antrenament situate în apropiere. Stadionul local, unde echipa joacă meciurile de acasă, se numește Stadionul Electroprecizia și are o capacitate totală de 3.500 de locuri. Clubul este una dintre echipele cu tradiție din județul Brașov și ultima oară a jucat în Liga a III -a, în sezonul 2008–09, reînscriindu-se în competițiile de seniori din sezonul 2013–14, în Liga V , ca Fotbal Club Precizia Săcele . Din 2015-16 echipa joacă Liga IV și a câștigat 2 Cupa României 2018 și 2019.

### Parcursul competitional in intreaga sa istorie:
1950-51 : JUDETEANA
1951-52 : JUDETEANA
1952-53 : JUDETEANA
1953-54 : JUDETEANA
1954-55 : JUDETEANA
1955-56 : JUDETEANA
1956-57 : JUDETEANA
1957-58 : JUDETEANA
1958-59 : JUDETEANA
1959-60 : JUDETEANA
1960-61 : JUDETEANA
1961-62 : JUDETEANA
1962-63 : JUDETEANA
1963-64 : JUDETEANA
1964-65 : JUDETEANA
1965-66 : JUDETEANA
1966-67 : JUDETEANA
1967-68 : JUDETEANA
1968-69 : JUDETEANA
1969-70 : JUDETEANA
1970-71 : JUDETEANA
1971-72 : JUDETEANA
1972-73 : JUDETEANA , LOCUL 1 (C,P)
1973-74 : DIVIZIA  C, LOCUL 5
1974-75 : DIVIZIA  C, LOCUL 3
1975-76 : DIVIZIA  C, LOCUL 10
1976-77 : DIVIZIA  C, LOCUL 12
1977-78 : DIVIZIA  C, LOCUL 7
1978-79 : DIVIZIA  C, LOCUL 10
1979-80 : DIVIZIA  C, LOCUL 4
1980-81 : DIVIZIA  C, LOCUL 12
1981-82 : DIVIZIA  C, LOCUL 1 (P)
1982-83 : DIVIZIA  B, LOCUL 18 (R)
1983-84 : DIVIZIA  C, LOCUL 4
1984-85 : DIVIZIA  C, LOCUL 13
1985-86 : DIVIZIA  C, LOCUL 13
1986-87 : DIVIZIA  C, LOCUL 7
1987-88 : DIVIZIA  C, LOCUL 10
1988-89 : DIVIZIA  C, LOCUL 8
1989-90 : DIVIZIA  C, LOCUL 7
1990-91 : DIVIZIA  C, LOCUL 6
1991-92 : DIVIZIA  C, LOCUL 7 (R)
1992-93 : JUDETEANA, LOCUL 1 (C) n.
1993-94 : JUDETEANA, LOCUL 1 (C) n.
1994-95 : JUDETEANA, LOCUL 1 (C,P)
1995-96 : DIVIZIA  C, LOCUL 1 (C,P)
1996-97 : DIVIZIA  B, LOCUL 2
1997-98 : DIVIZIA  B, LOCUL 9
1998-99 : DIVIZIA  B, LOCUL 8
1999-00 : DIVIZIA  B, LOCUL 14
2000-01 : DIVIZIA  B, LOCUL 17 (R)
2001-02 : DIVIZIA  C, LOCUL 2
2002-03 : DIVIZIA  C, LOCUL 2 (P)
2003-04 : DIVIZIA  B, LOCUL 11
2004-05 : DIVIZIA  B, LOCUL 10
2005-06 : DIVIZIA  B, LOCUL 6 
2006-07 : DIVIZIA  B, LOCUL 13
2007-08 : DIVIZIA  B, LOCUL 18 (R)
2008-09 : DIVIZIA  C, LOCUL 16 (R)
2009-10 :    - none  - 
2010-11 :    - none  -
2011-12 :    - none  -
2012-13 :    - none  -
2013-14 : LIGA 5 , LOCUL 10 
2014-15 : LIGA 5 , LOCUL 5
2015-16 : LIGA 5 , LOCUL 1 (C,P)
2016-17 : LIGA 4 , LOCUL 4
2017-18 : LIGA 4 , LOCUL 3
2018-19 : LIGA 4 , LOCUL 2
2019-20 : LIGA 4, LOCUL 1 (C) n.
2020-21 :    - none  -
2021-22 :    - none  -
2022-23 :    - none  -
2023-24 : LIGA 4 , LOCUL 3
2024-25 : LIGA 4 , LOCUL 1 (C,P)
2025-26 : LIGA 3 , TBD

## Oficialii clubului

### Consiliul de administrație
| Rol             | Nume                   |
| --------------- | ---------------------- |
| Proprietar      | Consiliul Local Săcele |
| Președinte      | Adrian Secelean        |
| Vice presedinte | Ioan Avasilichioaie    |
| Manager general | Andrea Adamo           |
| Delegat         | Gheorghe Lațcu         |

## Foști jucători
- Florin Bilivolschi
- Tihamer Török
- Marius Kaltenbek
- Dorin Arcanu
- Daniel Isăilă
- Cosmin Bodea
- Sergiu Brujan
- Dinu Sânmârtean
- Răzvan Cosma
- Ștefan Kiraly
- Attila Vajda
- Robert Barna
- George Savu
- Flavius Moldovan
- Andrei Poverlovici
- Marian Cristescu
- Alexandru Dedu
- Adrian Popescu
- Daniel Lupașcu
- Casian Maghici
- Alexandru Benga
- Andrei Petrescu
- Decu Costea
- Gabriel Mirceoiu
- Vasile Elca
- Richard Sala
- Alin Seroni
- Marin Barbu
- Nicolae Ursuț
- Marin Constantin
- Marius Vârlan
- Toni Enescu
- Florin Nistoroschi
- Aurelian Somotecan
- Adrian Milășan
- Dorin Pandele
- Constantin Roșca
- Irinel Dumitru
- Alin Liuba
- Bogdan Stegaru
- Cristian Aboaice
- William Amamoo
- Mihail Iavorschi
- Alexandru Marianciuc
- Artiom Carp
- Igor Martun
- Bogdan Sanduleac
- Florin Anghel
- Cristian Dobre
- Cristian Coteanu

## Foști antrenori
- Ioan Șipoș
- Marin Barbu
- Virgil Roșu
- Daniel Bona
- Ferencz Bajko
- Daniel Isăilă
- Cosmin Bodea
- Adrian Furnică
- Adrian Sabo
- Bilivolschi Florin